# Percival Prentice
Il Percival Prentice era un monomotore ad elica da addestramento basico prodotto dall'azienda britannica Percival Aircraft nell'immediato periodo post bellico.
Contemporaneo del canadese pari ruolo de Havilland Canada DHC-1 Chipmunk, conservava un'impostazione classica, monoplano ad ala bassa, carrello fisso e cabina di pilotaggio a due posti affiancati.

## Storia

### Sviluppo
Verso la fine della seconda guerra mondiale la Percival Aircraft propose la costruzione di un velivolo che potesse fungere da addestratore basico nelle scuole di volo della Royal Air Force dai costi contenuti e che potesse sopperire alla mancanza di mezzi provati dalle vicende belliche appena trascorse. Per perseguire questo scopo l'impostazione doveva essere classica, robusta e di facile realizzazione.
Il prototipo del Prentice venne portato in volo per la prima volta nel 1946 rispondendo alle specifiche di cui si erano ripromessi. Una volta valutato ed approvato dalla commissione esaminatrice ne venne avviata la produzione che tra il 1947 ed il 1953, anni in cui rimase in servizio, superò i 300 esemplari. Successivamente vennero prodotti su licenza altri 252 esemplari dalla Aviation Traders Ltd, società di proprietà di Freddie Laker. La maggior parte sono stati radiati e poi demoliti, ma 28 esemplari vennero convertiti ad uso civile ricavando altri due posti dietro i due posti di pilotaggio originali e separati da una struttura che ospita l'originale radio ricetrasmittente a 4 canali. La conversione tuttavia a pieno carico era gravata da scarse prestazioni. Un esemplare, matricola G-AOPL, venne acquistato dalla Shackleton Aviation a Sywell da un Capitano del Trucial Oman Scouts e portato in volo sino a Sharjah nel 1967. Successivamente venne trasferito in Sudafrica dove è rimasto fino a quando non ha cessato di volare.
A temperature elevate, il Prentice era noto per le sue non brillanti prestazioni con qualsiasi carico e per la difficoltà nel recupero in caso di trovarsi in condizione di vite.
L'azienda indiana Hindustan Aeronautics Limited ne acquistò i diritti di produzione su licenza producendo 66 esemplari forniti alla propria forza aerea, la Bhāratīya Vāyu Senā.

## Utilizzatori
Argentina
- Fuerza Aérea Argentina

 India
- Bhāratīya Vāyu Senā

 Libano
- Al-Quwwat al-Jawwiyya al-Lubnaniyya

operò con 4 esemplari donati dalla RAF
 Regno Unito
- Royal Air Force

## Velivoli Comparabili
Canada
- de Havilland Canada DHC-1 Chipmunk

 Cecoslovacchia
- Zlin Trener

 Polonia
- LWD Junak

 Unione Sovietica
- Yakovlev Yak-18